# Coastă (formă de relief)

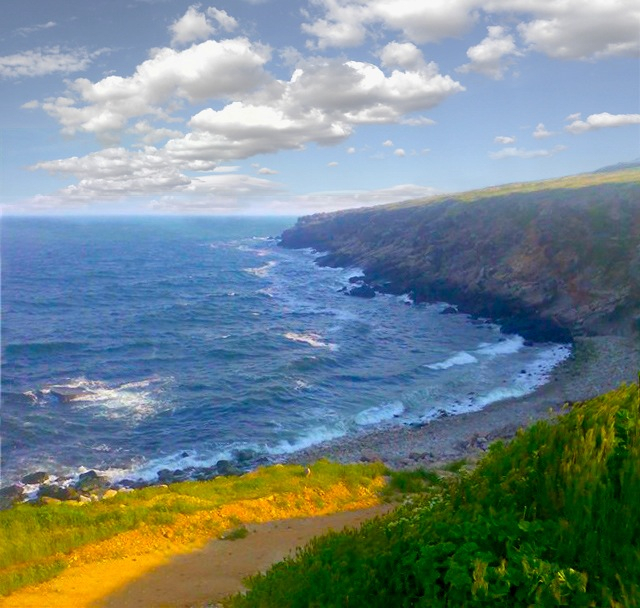
Coasta de nord a insulei Șerpilor din Marea Neagră.

Coasta (numită și pantă sau povârniș) este un element al unei forme pozitive sau negative de relief, așezat înclinat față de orizontală. Coastele sunt cele mai instabile părți ale formelor de relief, unde au loc procese de eroziune, alunecări de teren, surpături, păbușiri, avalanșe, etc., aspect care complică valorificarea lor.
În oceanografie, coasta reprezintă o fâșie de uscat prin care o insulă sau un continent vine în contact cu oceanul planetar sau cu un rezervor de apă interior (lac). În acest caz, i se mai spune mal, țărm, litoral (de exemplu, litoralul românesc).